# Gustave Michiels
Pour les articles homonymes, voir Michiels.
Gustave Michiels, né le 20 août 1845 à Ixelles en Belgique et mort le 18 novembre 1911 à Bruxelles, est un compositeur, violoniste et chef d'orchestre belge.

## Biographie
Gustave Michiels a fait ses études au Conservatoire royal de Bruxelles ou il termine avec des premiers prix de violon, d'harmonie et de fugue. Après ses études il devient chef d'orchestre aux Galeries royales Saint-Hubert. Il se rend en Russie pour être durant 15 ans un des chefs d'orchestre au théâtre impérial de l'Opéra de Saint-Pétersbourg. Après il s'installe à Paris. 
Il a composé l'opéra Colombine en un acte, représenté à l’Opéra-Comique (salle du Châtelet) le 4 octobre 1890, de nombreux chansons et des œuvres de musique de chambre, pour piano et violons. De plus il nous laisse plusieurs czardas ou danses folkloriques hongroises pour piano seul et pour deux pianos.
Gustave Michiels était marié à Jeanette Graindor (1845-1919) une chanteuse belge connue sous le nom de Madame Graindor,.